# Кедровський Володимир Іванович
Володи́мир Іва́нович Кедро́вський (нар. 13 серпня 1890, Херсон, Херсонська губернія, Російська імперія — пом. 13 березня 1970, Метачен, Нью-Джерсі, США) — державний і політичний діяч, публіцист, полковник Армії УНР. Очільник Державної Інспекції військ Армії УНР. Був особисто знайомий з Іваном Франком, Левом Мацієвичем, Євгеном Коновальцем, Олександром Кошицем. У Перших Визвольних Змаганнях втратив практично всіх рідних та близьких. До самої смерті на еміграції лишався помітною фігурою суспільно-політичного життя українців. Похований на українському православному цвинтарі у Баунд Бруку.

## З життєпису

### Походження
Народився у родині херсонських землевласників Кедровських, за походженням пруссів. У IX столітті[джерело?] родині надано шляхетський герб Остоя. Благородне походження роду згодом було підтверджене російським царем.
За доби Великого князівства Литовського і Речі Посполитої Кедровські набули величезних земельних наділів. Володіння Кедровських простягалися по берегах річки Інгулу (сучасна територія Баштанського району Миколаївської області). Землі сім'ї його матері (з роду Липських) розкинулися на річці Інгулець: на північ від Висунського і на захід від Березнегуватого. На цих землях Кедровські займалися передусім вирощуванням пшениці.

### Дитинство і юність

Будинок, де жили Кедровські. Херсон, пров. Спартаківський, 13

Народився Володимир Кедровський 13 серпня 1890 року у Херсоні. Освіту здобував вдома разом зі своїми двома молодшими братами. Опанував грецьку, німецьку та цілу низку слов'янських мов. Батько хлопчиків помер у віці 32 років від пневмонії, після чого він та його двоє братів залишили нерухомість родині Кедровських, а самі оселились у маєтку свого діда по матері — Миколи Онуфрійовича Липського.
У своїй автобіографічній книзі «Обриси минулого» Кедровський писав, що в родині вживали переважно українську мову. Дід дарував йому українські книжки.
У 1905 році Володимир, разом із частиною своїх друзів-однолітків, потрапив під вплив українських есерів, які доводили, що без національного визволення українців не можливе й соціальне визволення. Під цим впливом херсонська молодь утворила кілька революційних гуртків, що за соціальною програмою були есерівські, але під впливом і керівництвом українофілів. Гуртки вели пропаганду серед селян, влаштовували вистави українських п'єс. Скоро п'єси було заборонено, багатьох членів гуртків заарештовано. Володимир Кедровський уникнув арешту, нелегально виїхавши на початку 1907 року за кордон.
Кедровський закінчив Херсонське реальне училище, що спеціалізувалось на військово-морській архітектурі, а потім продовжив освіту у мореходній школі (каботажному училищі). Навчання в ній було сплановане так, що курсанти півроку слухали курси, а півроку знаходились на морській практиці. Скінчив він мореплавну школу, діставши диплом помічника капітана. Але через свою українську, антиімперську діяльність, зокрема агітацію серед матросів, дістати роботу на військовому флоті не зміг. Згодом переїхав до Одеси, де протягом 1907—1911 років вчився в Імператорському Новоросійському університеті. Отримав фах у галузі статистики та економіки.

### Громадська та політична діяльність
Ще з юнацьких років Кедровський належав до ЦК Української партії соціалістів-революціонерів, був членом Української Старої громади в Херсоні. З 1911 року до 19 липня 1914 року працював у Херсонському земстві: спершу як працівник статистичного відділу, а згодом як його очільник.

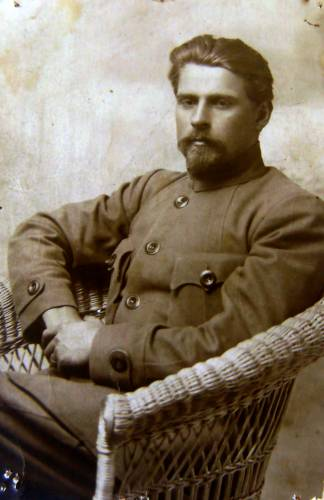
Кедровський, дореволюційна світлина

У книзі «Обриси минулого» він характеризував цю управу як цитадель «українофілів», що намагалася діяти легальними засобами. Секретарем управи був Андрій Грабенко, один із найкращих фахівців у земських справах усієї Російської імперії. На Херсонщині він домігся поліпшення агрономії, медицини, ветеринарії, шкільництва, будівництва шляхів. Одночасно Грабенко багато робив для українського піднесення в губернії. Управа домагалася від уряду дозволу на викладання українською мовою в народних школах, в усіх народних бібліотеках розповсюджувалися українські книжки.
Працюючи в земстві, Кедровський провів дослідження, яке виявило рецидиви неписьменності серед людей, що скінчили школи, бо вчилися чужою мовою, а пізніше не мали літератури для читання зрозумілою для них українською мовою. На підставі зібраних матеріалів Володимир Іванович уклав огляд народної освіти в Херсонській губернії за 1910 рік та позашкільної освіти за 1912 рік. Український письменник Микола Чернявський, в минулому завідувач відділу народної освіти Херсонського земства, допомагав при підготовці огляду порадами. За свою працю Кедровський отримав срібну відзнаку з нагоди 50-ліття заснування земств. Статистичні праці земств з української території стали підставою для законопроєкту, що був внесений до Четвертої Державної Думи про потребу навчати дітей їх рідною мовою. Війна 1914 року стала на перешкоді обговоренню цього законопроєкту.
Кожного літа в 1912—1914 роках Кедровський мав за службовий обов'язок організувати загальноосвітні шеститижневі курси для вчителів земських шкіл Херсонської губернії. За порадами та вказівками членів Старої громади, Кедровський намагався поставити навчання так, щоб познайомити близько півтисячі вчителів з елементами українознавства. Це треба було робити обережно, бо програму курсів і склад лекторів затверджувало Міністерство Освіти, яке надсилало своїх представників, що мали стежити, щоб не було «крамоли».

### Перша світова війна
19 липня 1914 року був мобілізований до армії, служив у 48-му піхотному запасному полку. Закінчив Оранієнбаумську кулеметну школу. З серпня 1914 по січень 1915 року брав участь у боях проти Німецької армії у Східній Пруссії. Нагороджений орденом Святого Георгія за хоробрість, проявлену в бою. З 1 липня до 1 листопада 1915 року — курсант Одеського військового училища, котре закінчив з відзнакою та отримав звання прапорщика. З 1 грудня 1916 року, до 15 червня 1917 Володимир Іванович перебував у кулеметній команді Балтійського флоту при Кавказькій туземній кінній («Дикій») дивізії, котра вела бої на Галицькому та Румунському фронтах проти австро-угорських, німецьких та османських військ. Невдовзі командування «Дикої Дивізії» змусило Кедровського, за українські настрої та спробу утворення в дивізії національної української частини, покинути її.
Приїхавши у відпустку до рідного Херсона, Кедровський допомагав утворювати з місцевого гарнізону українські маршові роти.
Останнє звання в російському війську — підпоручник.

### На світанку Визвольних змагань
Щойно у 1917 році в Російській імперії спалахнула революція, Володимир Кедровський взяв активну участь в українізації військових частин. Ще в першій половині 1917 року він почав думати про створення українських збройних сил. Справа ця була дуже нелегкою, бо мала супротив навіть в середовищі українських політиків, які вважали, що вистачить однієї міліції. Спочатку розуміли необхідність власного українського війська, та боролися за його утворення тільки окремі політики та військовики, й серед них Петлюра та Кедровський. Єдність поглядів останніх, власне, виникла ще у травні 1917 року, коли Кедровський в службових справах приїхав до Києва, де брав участь в засіданнях Першого всеукраїнського військового з'їзду. Дні з'їзду стали переломними у його житті. Раніше Кедровському здавалося, що коли закінчиться війна, українці без боротьби почнуть будувати власну долю. Але на з'їзді він дізнався про шалений спротив з боку росіян. Кедровський став гарячим послідовником Петлюри, на з'їзді говорив про необхідність утворення української національної армії. З'їзд підтримав цю ідею та утворив тимчасовий Український Військовий Генеральний Комітет при Центральній Раді.
На II Всеукраїнському військовому з'їзді 5—11 червня 1917 року Кедровський був обраний членом і заступником Голови Українського генерального військового комітету. Згодом сповняв обов'язки товариша Генерального Секретаря військових справ, завідувача мобілізаційного відділу УГВК. Був членом Центрального Комітету Всеукраїнської Селянської Спілки, делегатом від України на Всеросійську демократичну нараду. З 1917 року член Української Центральної Ради.
Прийнявши командування мобілізаційним відділом УГВК, він прагнув якнайскоріше українізувати гарнізони в Україні, стягнути в більші військові з'єднання розпорошені по фронтах невеликі українські підрозділи, передислокувати українські бойові частини з північного і західного фронтів на південно-західний і румунський, перевести в Україну запасні частини, що складалися з українців. Але стикався з шаленим спротивом Тимчасового уряду та російського військового командування. В кінці серпня 1917 року Тимчасовий уряд почав усіляко обмежувати повноваження Центральної Ради, що призвело до посилення руху за розрив з Росією. Для захисту прав України Кедровський запропонував утворити таємний орган і готуватися до боротьби. Його ініціативу було підтримано. У створений комітет увійшли Михайло Грушевський, Володимир Винниченко, Микола Порш, Михайло Ткаченко, Микола Ковалевський, Микола Салтан, Симон Петлюра та Володимир Кедровський.
1 вересня 1917 року він був призначений заступником Генерального секретаря військових справ у новосформованому уряді та одержав звання підполковника Армії УНР. 13 березня 1918 року на знак протесту проти введення німецьких військ на територію України подав у відставку. З 1 квітня 1918 року по 15 жовтня 1918 року очолював статистичне бюро і відділ освіти та бібліотек у Херсонській земській управі.

#### Період Гетьманату
Після бурхливих подій початку 1918 року, коли у березні в Україну прийшли німці, Кедровський вийшов з уряду. Після приходу червоних сил до Києва перебував на Золотоніщині, де утримувалася українська влада силами Юрка Тютюнника. З середини березня й до листопада знову мешкав у Херсоні. Тут він повернувся на посаду статистика Губернської земської управи, а також поринув в активну громадську діяльність. На губернському з'їзді «Просвіти» був обраний головою губернської організації. Завдячуючи його енергійності було створено або поновлено близько 180 міських та сільських осередків. Був обраний до правління Союзу Споживчих Кооперативів. Видавав як співзасновник щоденник «Дніпро» національно-державницького напрямку. Був видавцем національно-освітнього тижневика «Наше життя». Входив до Херсонської Української Національної Ради. У спогадах Кедровський писав, що був головою повстанських організацій у губернії й підтримував зв'язок з організаторами повстання у Києві.
13 листопада 1918 року Кедровський виїхав до Києва за терміновим викликом, де наступного дня зустрівся з Євгеном Коновальцем та Федором Черником. Надвечір 14 листопада він відправився до Білої Церкви, де були сконцентровані частини Січових Стрільців. 15 листопада у повстанському штабі Кедровський був свідком підписання С. Петлюрою «Універсалу» про повстання. Одночасно він був призначений начальником другої управи Головного Штабу.
Кедровський розіслав до усіх військових начальників на місцях телеграми про мобілізацію до Української Республіканської Армії, за підписом «За штаб українських військ полковник Кедровський». У Січовому Коші прибулих повстанців та старшину формували у військові частини і відправляли на фронт до Січових Стрільців, а потім до Чорноморського Коша. Багато сил Кедровський віддавав у цей час наведенню дисципліни, якої так не вистачало повстанцям. Але повну підтримку мав у цьому лише з боку Січових Стрільців та начальника першої управи Головного Штабу Василя Тютюнника. З 15 листопада 1918 року — начальник мобілізаційного відділу штаб військ Директорії.

#### Створення Державного інспекторату Армії УНР
Брав участь у вуличних боях із Червоною армією, під його командуванням у столиці роззброєно групу комуністів.

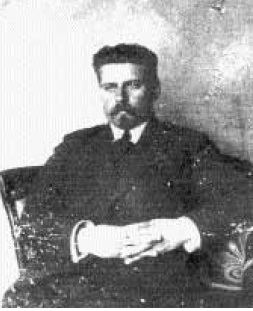
Посол УНР у Ризі

У квітні 1919 року Кедровський був призначений отаманом для спеціальних доручень при наказному отамані Осецькому. Він виїхав на фронт, щоб дослідити становище. Але враження від цієї поїздки були настільки негативними, що він запропонував утворити при армії орган, відповідальний за наведення порядку. Негайно розробив положення про цей орган. На цю пропозицію було створено Державний інспекторат, затверджений законом Уряду УНР від 13 травня 1919 року. 16 травня Кедровський отримав наказ Петлюри приступити до виконання обов'язків головного державного інспектора Армії УНР, чим і займався до грудня 1919 року. Про цей період він так пише:
|  | Все при праці. Лише вибереш вільну хвилину, спиш на столі в канцелярії інспектури... Всі ми остаточно вимотували сили, лише нервами та силою духу трималися... А навколо — герої і дезертири, чесні, ідейні люди, люди самопосвяти та злодії, провокатори та шпигуни. Дрібні амбіції. Різні явні й тайні, свідомі і несвідомі вороги української визвольної боротьби, що хотіли гальмувати справу. |

З січня по березень 1919 року — член місії УНР у Османській імперії. З 30 квітня 1919 року — голова комісії з розслідування справи повстання отамана В. Оскілка. З 16 травня 1919 року — головний державний інспектор УНР. Воєнний представник Українського Уряду при головному штабі військ Антанти в Салоніках. З грудня 1919 року — посол УНР у Латвії, Естонії та Фінляндії.
У 1920 році делегат на конференції п'яти держав у Ризі. Делегат від УНР на російсько-польських мирових переговорах в Ризі. З 1921 року спеціальний воєнний представник Директорії УНР і особово-уповноважений Головного Отамана Петлюри при уряді Османської імперії.

### Документи
| Лист С. Петлюри до Міністра Закордонних Справ УНР А. Ніковського про зовнішньополітичні акції УНР: |
| --- |
| 5 жовтня 1920 року п. Міністру Закордонних Справ УНР Шановний Андріє Васильовичу 1) В справі Вашого листа од 1/Х, якого я отримав 4/Х, після повороту з фронту, я матиму розмову з п. Ведибедою і подбаю про полагодження ріжних труднощів, якими наше фінансове відомство старою бюрократичною, од Російщини засвоєною, методою гальмує всяке живе діло. 2) Закон про відпуск 5 мільйонів мною затверджено. 3) Сьогодні я отримав відомости од мого ад'ютанта Доценка, що Юзефський та Героніус за його допомогою розпочали певну працю. Він же сповіщає, що англічане дали знати своїй місії у Варшаві про погляд Центр. Британського уряду на Укр. справу: йому Великоросія не бажана, а тому (!) треба дивитись за Францією та тими заходами, які вона вживає щодо України. Врангелю Англія протиставляє Савенкова, якому і гроші дає. Маю нові відомости, що у Врангеля поглиблюється боротьба партій. (Майте на увазі, що ціми днями я одправляю в Рибницький та Тираспольський повіти полк. Гулого для керування повстаннями в цьому районі. Отож, коли європейська преса, за інспіраціями кругів Врангеля, буде собі приписувати успіхи заворушень на півдні України, то наші представництва повинні подавати контр-інформації). 4) Дуже потрібно, аби Кедровський якнайшвидче вияснив можливість використування нами набоїв, які маються в Латвії та Естонії. Саліковський інформував, що це — річ можлива. Одночасно треба нагадати про амуніцію (транспорт до нас) i проф. Мацієвичу. 5) До ідеї конгресу у Відні я ставлюсь негативно: там має бути половина здіскредитованих людей, а решта — випадкових. Що і кого ця публіка мала би репрезентувати? 6) Замість А.Лівицького найбільш відповідним кандидатом до Варшави вважав би В. К. Прокоповича, якщо він згодиться на це. 7) Виїздю на Україну. Враження з фронту: поки що все йде добре; зокрема, нормально провадиться мобілізація. Страшить мене: брак одежи і набоїв. З повагою Петлюра 5/Х.1920 р. Ставка |

| Уповноваження Уряду УНР В. Кедровському як спеціальному делегату до Туреччини: |
| --- |
| 25 березня 1921 року УкраЇнська НароднЯ Республіка Голова Директорії Головний Отаман Військ УНР Уповноваження Пан Володимир Кедровський, б. Головний Інспектор Військ Української Народньої Республіки, Голова Дипломатичної Місії УНР в Латвії є спеціяльним Делегатом уряду Української Народньої Республіки до Високого Імператорського Отоманського Уряду. Пан В.Кедровський уповноважується вести — в контакті і порозумінні з Послом УНР в Туреччині п. Токаржевським, — переговори з Високим Імператорським Отоманським Урядом в справах військових, що торкається біженців — українців інтернованих в Туреччині, як також в справах політичних і економічно-торговельних, вносити до відповідних чинників Імператорського Отоманського уряду а також Представників Високого Уряду Республіки Франції в Туреччині у вищенаведених справах пояснюючі записки, ноти-меморандуми, ставити відповідні пропозиції Уряду УНР та заключати в імени того ж Уряду по вище наведеним справам потрібні умови — договори. Дано в Тарнові, дня 25 березня 1921 року. Голова Директорії Головний Отаман Військ УНР Петлюра Голова Ради Міністрів Міністр Закордонних Справ В. Прокопович (підпису немає) Згідність свідчу: Віце-директор Департаменту Чужоземних Зносин П. Дяків |

| Наказ про зарахування на дійсну військову службу в ранзі підполковника В. Кедровського: |
| --- |
| 30 грудня 1921 року Наказ Війську Української Народньої Республіки Ч. 94 30 грудня 1921 року За невтомну працю протягом всього часу визвольної боротьби за незалежність Української Народньої Республіки, пройняту державним розумінням справи, за ретельне виконання службових обов'язків на відповідальних посадах з 1917 року й донині, підвищується зі старшинством з дня затвердження цього наказу. По піхоті З поручників в підполковники: Кедровський Володимир з зарахуванням на дійсну Українську військову службу. Головний Отаман Петлюра В.о. Військового Міністра і В.о. Командуючого армією Генерал-хорунжий Вовк |

## У вигнанні
Після остаточної окупації УНР більшовиками разом зі своєю дружиною вирішує не повертатись на батьківщину та вирушає до Австрійської республіки. Оселяється в місті Баден, що за 20 км на південь від Відня. Там Кедровський обіймає пост президента Української ліги національних організацій. Кедровського обирають віце-президентом Асоціації українських журналістів в Європі. Був Головою Українського товариства прихильників Ліги Націй.
1923 року Володимир Кедровський одержав звістку, що в УСРР влада рад організувала штучний Голодомор.
У період свого перебування в Австрійській республіці Кедровський підготував мемуари, що охоплювали період 1917—1920 років.

### Родина
Після закінчення Імператорського Новоросійського університету Кедровський одружився з Мартою Одарик, котра також була з Херсонщини. У роки визвольних змагань Марта Кедровська спершу мешкала з дітьми коло своїх батьків у Херсоні, пізніше була з чоловіком, відрізана фронтами від дітей. На початку 1919 року виїздила разом із Кедровським з дипломатичною місією до Османської імперії. Влітку 1919 року у Немирові її заарештувало ЧК. Була ув'язнена кілька тижнів, поки не врятували повстанці. У 1920 році, коли Кедровський був послом УНР до балтійських держав, а його дружина знаходилася поряд, їхні четверо малих синів померли в Херсоні разом з усією родиною Одариків, усього 16 осіб. На думку дослідниці Любові Дражевської вони померли від тифу. Брати Володимира Івановича були розстріляні: Миколу розстріляли денікінці в Говтві 1919 року, а Михайла — більшовики в Катеринославі 1921 року.
У грудні 1923 року Володимир Кедровський та його дружина, Марта, іммігрували до США. Їх спонсором виступив дядько Володимира, єпископ Іоан Кедровський, який жив в Америці з 1902 року. Єпископ Іоан став архієпископом Російської православної церкви у 1924 році. У березні 1932 року Марта Кедровська померла. Вона не встигла оговтатись від травм минулих років: жахливої смерті родичів у підрадянській Україні.
У жовтні 1932 року Володимир Іванович одружився вдруге з Катериною Шаттак — випускницею міського коледжу Нью-Йорку, власницею торговельної марки «Echo Stamps Co». Катерина була активісткою багатьох українських громадських організацій. У 1936 році від шлюбу Володимира Кедровського з Катериною Шаттак народився син Юрій. Катерина Кедровська (Шаттак) померла 16 вересня 1997 року.

### Робота

Кедровський перед виходом на пенсію

Перша власна справа Володимира Кедровського в діаспорі — комерційне будівництво приватних житлових будинків. З 1923 року був співробітником окружної організації «Січ» у Філадельфії. Вже в перші роки життя у США Володимир Іванович стає активістом українських організацій, а з 1926 по 1933 рік працює співредактором газети «Свобода». Після 1933 року він купує ферму в штаті Нью-Джерсі та займається сільським господарством; працює кінорежисером та режисером-постановником українських театральних вистав.
У 1926 році Об'єднання Українських Організацій Америки створює Шкільну Управу, метою якої було вдосконалення та впорядкування української шкільної освіти у США. Членами комісії було обрано авторитетних членів української громади: О. Стеткевича, отця Михайла Струтинського і Володимира Кедровського. На той час мережа українських шкіл у США була надто розпорошена та децентралізована. Більшість українських шкіл були недільними та працювали при парафіях українських церков. Часто навчання відбувались у приміщеннях, не пристосованих до потреб шкільництва. Аби шкільна освіта набула організованого навчально-виховного характеру, були необхідні ті заходи, на яких наголошувала Шкільна Управа: мережа шкільних закладів підпорядковується єдиній педагогічній інституції — Шкільній Управі; єдина шкільна програма; єдина система виховання; спільна абетка та підручники з базових дисциплін. Для досягнення цих заходів було замало резолюцій та наказів. Вкрай потрібною була координація шкільних установ та їх підпорядкування єдиному центрові. Для досягнення цієї мети Шкільною Управою було випущено ряд закликів до батьківських комітетів, керівників недільних шкіл, парафіяльних рад тощо. Вже у 1928 році на звітній конференції Об'єднання Українських Організацій Америки Володимир ствердив, що на виданий Шкільною Управою заклик (у 1926 році) відгукнулися більше вчителів дитячих шкіл, що прийняли до науки у своїх школах підручники, рекомендовані Управою. Найбільшу активність в організаційному плані проявили дяковчителі греко-католики, що заснували своє дяковчительське товариство та навіть спромоглись на видання власного педагогічного журналу. Вони ухвалили проводити у своїх школах навчання за підручниками, які рекомендувала Управа, встановили за разом певну систему навчання у своїх школах.

Оголошення Катерини Кедровської про потребу крові для її чоловіка. 1970 рік.

З 1941 року по 1955 рік Володимир Іванович працював на роботі в Генеральній Кабельній Корпорації у Прес-Ембой (штат Нью-Джерсі).
У 1955—1963 роках — шеф українського відділу радіостанції «Голос Америки» у Вашингтоні. Сам Кедровський зазначав, що причиною його виходу на пенсію був не так похилий вік, як бажання впорядкувати величезну частину збережених документів з українського державного будівництва та закінчити роботу над споминами. Відтак вже 1966 року він видав спомини «Обриси минулого» і «1917 рік».
Помер у місті Метачен (штат Нью-Джерсі, США), і похований у Саут-Баунд-Брук.

## Приватна бібліотека

Посвідка члена СУЖ

Володимир Кедровський мав широке коло інтересів. Добре знався на літературі й мистецтві. Автор публіцистичних праць, книжок спогадів «Обриси минулого», «Ризьке Андрусово», «Дві військові організації», «1917 рік», в яких з позицій партії соціалістів-революціонерів дав оцінку подіям і проблемам національної революції 1917—1921 років в Україні.
Володимир Кедровський пожертвував цінні матеріали до архіву Української Академії Мистецтв та Науки в Нью-Йорку. Серед цих матеріалів й оригінальні неопубліковані листи Симона Петлюри. Академія здійснила їх друк окремою книгою: «Симон Петлюра: листи, статті, документи» у 1956 році. Велика й унікальна бібліотека Володимира Кедровського була придбана його сином Юрієм, що пожертвував багато інших цінних документів та видань з історії України та її культури в бібліотеку Української Православної Церкви в Саут-Баунд-Бруку. Сам Володимир Кедровський пожертвував частину своєї бібліотеки бібліотеці Конгресу США та різним університетам. Історик Тарас Гунчак стверджує, що особистий архів полковника Кедровського, який є найціннішим джерелом з історії очолюваної ним інспекції, знаходиться у Метачені.

## Відносини з діячами діаспори
Кедровський вважається авторитетним в еміграційних колах історіографом подій періоду української національно-визвольної боротьби та захисту української державності 1917—1921 років Будучи активним діячем громадських та політичних інституцій у вільному світі, Кедровський неодноразово перетинався з відомим та впливовими українцями. Нижче відображені основні точки дотику та конфлікти інтересів.

### Микола Капустянський
Влітку 1919 року план походу Армії УНР на Київ розробляв полковник Армії УНР Микола Капустянський. Кедровський став в опозиції до цього плану. Він волів відправити українське військо на південь, до Чорного моря, звідки був зв'язок зі світом. Також командири УГА були за похід на Одесу, але переміг план Капустянського. Полковник Кедровський перебував у стані постійних конфліктів з полковником Капустянським і на еміграції. У канадійській газеті «Український Голос» та американській «Народній Волі», за твердженням самого Миколи Капустянського Кедровський «напав у крайно зневажливий спосіб не тільки на його особу, а й на старшин Української Генеральної Булави», назвав Капустянського малоросом, денікінцем, зрадником, що «примазався» до української армії та української справи, «щоб їй шкодити в історичній хвилі української нації». За ці нападки Кедровський роками перебував під прицільною критикою прихильників Капустянського. Наприклад, в газеті Українського Народного Союзу «Свобода» Кедровському ставилось в провину те, що перед вступом до Києва Муравйова він видав українським старшинам посвідчення, за що, буцімто, 5000 старшин пізніше були розстріляні.

### Лука Мишуга
На початку Другої світової війни між Кедровським та Мишугою розгорівся конфлікт. Причиною до цього стали публікації полковника Кедровського в українській пресі Канади. Полковник стверджував, що в час нападу Третього Рейху на Чехословаччину Мишуга опинився в Австрії, де спираючись на численні мандати українських організацій виступив на радіо від українців США. У своєму радіо-виступі Мишуга, за твердженнями Кедровського, робив «напади» на Чехословаччину, висловлювався за те, що «Німеччина іде визволяти їх з чеського ярма». Кедровський наполягав на необхідності покладатися лише на власні сили та засуджував орієнтацію на Третій Рейх. Мишуга публічно відповів Кедровському спростуваннями, назвав твердження полковника брехливими, і навіть наполягав на виключенні Кедровського з УНС, чого так і не було зроблено.

## Політичні погляди

### ЗУНР та міжвоєнна Галичина
Володимир Кедровський був відомим критиком військово-політичного союзу з поляками. Гостро засуджував здачу західних земель України полякам у 1920 році. Брав найактивнішу участь у маніфестаціях та виступах українців США, що засуджували анексію західно-українських земель Польською республікою. Вважав «угодовством» перемовини галицьких українців з поляками, пошуки компромісів, роботу на державних посадах, участь у плебісцитах тощо.

### Зовнішня політика
Після Першої світової війни з'явилась низка так званих «окраїнних держав» в результаті розпаду Австро-Угорської, Османської, Німецької та Російської імперій і постало питання оборони їх національних інтересів. Це стало підставою для створення регіональних дипломатичних і військово-політичних союзів. На той час широко обговорювалося створення «Болто-Чорноморського союзу». Деякі українські державні діячі та дипломати того часу, зокрема Кедровський, вважали, що УНР має стати його центром разом з: балтійськими і кавказькими країнами, Польщею, Румунським королівством та Кубанню. Невдовзі, у серпні 1920 року на так званій, Булдурській конференції, за участі Латвії, Литви, Естонії, Фінляндії, Польщі й УНР, відбулася спроба створення оборонного союзу. Делегатами від УНР були: посол Кедровський і міністр внутрішніх справ Директорії УНР Олександр Саліковський. Однак ідея не була реалізована в зв'язку рядом нездоланних розбіжностей в політиці учасників.

## Вшанування пам'яті
- На честь Володимира Кедровського названо вулицю у місті Херсоні[24].
- Архів Кедровського зберігається у фондах НТШ-Америка.

Плакат випущений Херсонським осередком СУМ в Україні до 120-ї річниці з дня народження полковника Кедровського[25]
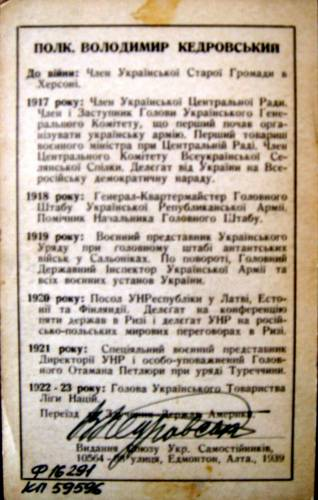
Листівка з біографією Кедровського